# Ольшево (Ломжинський повіт)
Ольшево (пол. Olszewo) — село в Польщі, у гміні Снядово Ломжинського повіту Підляського воєводства.
Населення — 91 особа (2011).
У 1975-1998 роках село належало до Ломжинського воєводства.

## Демографія
Демографічна структура станом на 31 березня 2011 року:
|          | Загалом | Допрацездатний вік | Працездатний вік | Постпрацездатний вік |
| -------- | ------- | ------------------ | ---------------- | -------------------- |
| Чоловіки | 48      | 5                  | 35               | 8                    |
| Жінки    | 43      | 5                  | 24               | 14                   |
| Разом    | 91      | 10                 | 59               | 22                   |